# ダイアリー (曲)
『ダイアリー』は、GOING UNDER GROUNDのシングル。ビクターエンタテインメントのレーベルHAPPYHOUSEより2003年5月7日発売。

## 概要
メジャーデビュー後5枚目のシングルである。ジャケットイラストは宮尾和孝が手掛けた。『ミラージュ』、『ランブル』に続く上田ケンジ共同プロデュース作品。通常版は当初はCCCD盤として発売されていたが、2007年12月19日にCD-DA盤で再発売され、CCCD盤は廃盤となった。初回盤は当初よりブックケース入りのCD-DAで発売され、「ダイアリー」のビデオクリップがCD-EXTRA仕様で収録されている。
同日に、2000年にリリースしたインディーズアルバム『GOING UNDER GROUND』のリマスター盤を10,000枚限定で発売した。

## 収録曲
1. ダイアリー
（作詞・作曲：松本素生）
丸大食品のアテネオリンピック応援テレビCMソング。CMには田村亮子が出演した。テレビ埼玉『REDS TV GGR』エンディングテーマ。
MVのビールかけのシーンにかねてよりバンドのファンであったX-GUNの西尾季隆が出演している[3]。
2. 夕暮れ白書
（作詞・作曲：松本素生）

## 収録アルバム
ダイアリー
- ハートビート
- BEST OF GOING UNDER GROUND with YOU
- COMPLETE SINGLE COLLECTION 1998-2008
- ハートビート 2018〜emotionalred〜 - セルフカバーを収録。MVも新規に制作された。
- emotionalred ep - セルフカバー（『ハートビート 2018』収録と同音源）を収録。
- ALL TIME BEST〜20th STORY + LOVE + SONG〜

夕暮れ白書
- THE BOX - B-SIDE COLLECTIONに収録。

### コンピレーション
- ビクターエンタテインメント『VeCTORY! 2003 - 2007』（2008年12月24日配信開始） - 「ダイアリー」を収録。